# Agronomski glasnik
Agronomski glasnik je časopis Hrvatskoga agronomskoga društva. Najstariji je hrvatski poljoprivredno znanstveni i stručni časopis.

## Povijest
Izlazi od 1930. godine. Na pojavu ovog lista omogućile su različite periodične publikacije s poljodjelskim poukama, poljodjelski listovi i časopisi, posebice Gospodarski list, treći na svijetu po postanku poljodjelski list. Mjesto izlaženja je u Zagrebu. Službeno je glasilo agronoma. Počeo je izlaziti kao agronomsko društveno glasilo, a u današnje dana proširio se kao najprošireniji poljoprivredno znanstveno-stručni časopis u Hrvatskoj. Kroz cijelo postojanje bio je zrcalom razvitka svih poljodjelskih djelatnosti i svih grana poljodjelske proizvodnje u Hrvatskoj, ali i u cijeloj bivšoj saveznoj državi. Godine 1985. godine Savez poljoprivrednih inženjera proglasio ga je najboljim poljodjelskim časopisom u čitavoj Jugoslaviji. Zbog velika ugleda u njemu su radove objavili agronomi iz svih krajeva bivše države.
Vrlo utjecajan list. Utjecao na razvitak današnjih brojnih specijaliziranih časopisa. Radovi objavljeni u Agronomskom glasniku ni danas nisu zastarjeli, nego su korisni za unapređenje poljodjelstva. Mnogobrojni imaju povijesno značenje na razvitak poljodjelstva i agronomskih znanosti u Hrvata. List danas objavljuje znanstvene (80 posto) i stručne članke i osvrte na aktualne probleme u poljoprivredi (20 posto) iz svih područja poljodjelstva, društvene vijesti, osvrti na dostignuća u poljoprivrednoj praksi, prikaze knjiga i članaka iz domaće i strane literature.
Radovi iz Agronomskog glasnika citirani su u sljedećim bazama podataka: CAB ABSTRACT (CAB INTERNATIONAL), BIOSIS PREVIEWS, AGRICOLA, FOOD SCI.& TECHNOLOGY ABSTRACT i AGRIS.

## Vanjske poveznice
- Časopisi Hrvatskoga agronomskog društva  Arhivirana inačica izvorne stranice od 30. kolovoza 2018. (Wayback Machine)
- Agronomski glasnik Hrvatska tehnička enciklopedija, portal hrvatske tehničke baštine. LZMK